# Batina (żupania osijecko-barańska)
Batina (węg. Kiskőszég) – wieś w Chorwacji, w żupanii osijecko-barańskiej, w gminie Draž. W 2011 roku liczyła 879 mieszkańców.
Miejscowość położona jest w Baranji, 28 km na północny wschód od Belego Manastiru, na prawym brzegu Dunaju. Na lewym brzegu leży serbska wieś Bezdan, z którą Batina połączona jest Batinskim mostem. W Batinie znajduje się kościół parafialny pw. św. Walentego z 1927 roku. W listopadzie 1944 w okolicy Batiny rozegrała się bitwa, w wyniku której oddziały Narodowej Armii Wyzwolenia Jugosławii i radzieckiej Armii Czerwonej przedostały się na prawy brzeg Dunaju, wkraczając z Serbii do Chorwacji.